# Boeing 747-8
Boeing 747-8 — двухпалубный широкофюзеляжный пассажирский самолёт, разработанный компанией Boeing. Анонсированный в 2005 году, этот авиалайнер стал последней версией серии Boeing 747 с удлинённым фюзеляжем, перепроектированным крылом и улучшенной экономической эффективностью. Boeing 747-8 является самым большим коммерческим самолётом, построенным в США, а также самым длинным пассажирским самолётом в мире, превысив длину Airbus A340-600 почти на метр.
Первый полёт состоялся 8 февраля 2010 года. Первым эксплуатантом грузового 747-8 стала авиакомпания Cargolux Airlines, которая получила первый самолёт 13 октября 2011 года; первым коммерческим обладателем пассажирской версии 25 апреля 2012 года стала Lufthansa (первый частный самолёт был поставлен в феврале). На декабрь 2018 года было заказано 154 экземпляра Boeing 747-8 (36 пассажирских, 107 грузовых и 11 VIP-версий). 6 декабря 2022 года был произведён последний самолёт, переданный авиакомпании Atlas Air.

## История

### План
В 1990-х и 2000-х годах Boeing несколько раз рассматривал возможность производства модификаций Boeing 747 с увеличенной пассажировместимостью. Первые проекты — 747-500X и 600X, представленные в 1996 году на авиасалоне в Фарнборо, сочетали удлинённый фюзеляж 747 с крылом, родственным крылу Boeing 777, и не вызвали достаточного интереса для продолжения разработки. В 2000 году Boeing предложил две модели 747X (базовой и удлинённой версий) в ответ на Airbus A3XX, позже известный как A380. Базовая версия 747X имела увеличенный до 69,8 м размах крыла за счёт вставки в корневой части. 747X должен был перевозить 430 пассажиров на расстояние до 16 100 км. Длину фюзеляжа 747X удлинённой версии предполагалось увеличить до 80,2 м, что позволило бы ему перевозить 500 пассажиров на расстояние до 14 400 км. Однако семейство 747X не смогло привлечь достаточный интерес для запуска в производство. Некоторые из идей, разработанных для 747X, были использованы на 747-400ER.
После программы 747X Boeing не переставал разрабатывать усовершенствования для семейства 747. Так, вариант 747-400XQLR (eXperimental Quiet Long Range — опытный тихий дальнемагистральный) должен был иметь увеличенную до 14 780 км дальность полёта, улучшенную топливную эффективность и пониженный уровень шума. Предлагаемые изменения включали гребневые законцовки крыла, подобные использованным на 767-400ER, и мотогондолы с пилообразными задними кромками для снижения шума. Хотя 747-400XQLR не был запущен в серию, многие из использованных в нём решений были впоследствии применены в проекте 747 Advanced.
В начале 2004 года Boeing объявил о предварительных планах по созданию 747 Advanced, которые в конечном итоге были приняты. В удлинённом 747 Advanced, подобном по концепции 747X, должны были использоваться технологии Boeing 787. 14 ноября 2005 года Boeing объявил, что начинает разработку проекта 747 Advanced под обозначением Boeing 747-8.

### Разработка
747-8 — первый удлинённый самолёт семейства 747, запущенный в серию. До него изменению длины подвергался только укороченный 747SP. 747-8 и 747SP — единственные варианты 747-го с изменением длины. Предполагалось, что у 747-8 будут те же двигатели и кабина, что и у Boeing 787, включая турбовентиляторный двигатель General Electric GEnx, также в нём частично (в некоторых каналах) используется электродистанционная система управления. Boeing заявил, что новый самолёт будет более тихим, более экономичным и более экологически чистым, чем предыдущие версии 747. Будучи развитием уже использующегося 747-400, 747-8 позволит сэкономить на обучении персонала и взаимозаменяемых деталях. В октябре 2006 года Boeing утвердил грузовую версию 747-8 Freighter.
Boeing утверждает, что 747-8 по сравнению с A380 в пересчёте на одно пассажирское место будет более чем на 10 % легче, а также будет расходовать на 11 % меньше топлива на одного пассажира, чем флагман Airbus, что означает снижение себестоимости перелёта на 21 %, а стоимости пассажиро-километра — более чем на 6 %.
Строительство первых 747-8 Freighter началось на заводе в Эверетте в начале августа 2008 года. 14 ноября 2008 года Boeing объявил о задержке программы, сославшись на нехватку технических ресурсов, конструктивные изменения и недавнюю забастовку рабочих. 21 июля 2009 года Boeing опубликовал фотографию сборки первого грузового самолёта с крылом, присоединённым к фюзеляжу.
В феврале 2009 года только один эксплуатант (Lufthansa) заказал пассажирский вариант 747-8I, и Boeing объявил о необходимости пересмотра проекта 747-8. Корпорация рассматривала различные варианты, в том числе и отмену пассажирского проекта.
В октябре 2009 года Boeing сообщил о необходимости переноса первого полёта 747-8 на первый квартал 2010 года и о задержке поставок 747-8I. Из-за этой задержки Boeing понёс 1 миллиард долларов убытков вместо того, чтобы получить прибыль. В ответ на это первый покупатель, грузовая компания Cargolux, сообщила, что всё ещё желает получить 13 ранее заказанных самолётов грузовой модификации; Lufthansa подтвердила своё намерение приобрести пассажирский вариант. 12 ноября 2009 года Boeing объявил об завершении строительства первого самолёта для Cargolux и о его передаче в окрасочный цех завода в Эверетте. Он будет проходить лётные испытания перед поставкой. 30 сентября 2010 года Boeing объявил о дальнейшем переносе срока передачи Cargolux первого грузового 747-8 на середину 2011 года.
4 декабря 2009 года Korean Air стала второй авиакомпанией, купившей пассажирский вариант −8I, заказав 5 авиалайнеров. 8 января 2010 года, Guggenheim Aviation Partners (GAP) сообщила о сокращении своего заказа на −8F с 4 до 2 самолётов.

### Первые полёты
Первая гонка двигателей была завершена в декабре 2009 года. Самолёт успешно выполнил скоростные рулёжки 7 февраля 2010 года. 8 февраля 2010 года, после 2,5-часовой задержки из-за неподходящих погодных условий, 747-8 Freighter совершил свой первый взлёт с аэродрома en:Paine Field (англ.) в 12:39 по тихоокеанскому времени. Самолёт приземлился в 16:18 по тихоокеанскому времени. По оценке Boeing, для сертификации 747-8 потребуется свыше 1600 лётных часов. Второй испытательный полёт прошёл в конце февраля, самолёт был перегнан на аэродром en:Moses Lake (англ.), во время полёта испытывалось новое навигационное оборудование. Дальнейшие испытания проводились на Moses Lake, там самолёт испытывался на первичную полётнопригодность и флаттер перед перелётом в Палмдейл для выполнения большей части лётных испытаний так, чтобы не накладываться на испытания Boeing 787 Dreamliner, проводившиеся из аэропорта Международный аэропорт округа Кинг в Сиэтле.
К 11 марта 2010 года 747-8F выполнил тринадцать полётов, налетав в общей сложности 33 часа. 15 марта 2010 года второй 747-8F выполнил первый полёт из Paine Field в Boeing Field, где он временно базировался до перелёта в Palmdale для продолжения лётных испытаний совместно с первым 747-8F. 17 марта свой первый полёт, также с Paine Field в Boeing Field, выполнил и третий грузовой самолёт. Boeing планировал представить 747-8F вместе с 787 на авиасалоне Фарнборо-2010, хотя появление там обоих самолётов зависело от своевременного завершения ими оставшейся части программ лётных испытаний.
Во время лётных испытаний было замечено сваливание самолёта, вызванное воздействием турбулентного следа открытых створок шасси на внутренние секции закрылков. Boeing предпринял исследование этой проблемы, задействовав третий опытный самолёт в исследовательских полётах. Проблема была решена путём изменения конструкции створок внешних стоек основного шасси. В начале апреля 2010 года, Boeing выявил возможный дефект лонжерона — продольного силового элемента конструкции — в верхней части фюзеляжа. Согласно Boeing, детали, производящиеся субподрядчиком Vought Aircraft Industries, при определённых нагрузках, могут сломаться. Хотя Boeing заявил, что это не повлияет на лётные испытания, другие источники утверждают, что проблема может серьёзно влиять на работающую обшивку самолёта, пока не будет полностью исправлена. Две другие проблемы, связанные с колебанием внутренних секций элеронов и флаттером конструкции оставались нерешёнными до конца марта 2011 когда Федеральное управление гражданской авиации США подтвердило, что Boeing смог устранить вибрацию в самолёте. В сочетании друг с другом, эти проблемы замедлили ход лётных испытаний, заставляя Boeing раз за разом переносить начало серийного выпуска самолётов.
19 апреля второй самолёт перелетел из Moses Lake в Palmdale для проведения испытания двигателей в рамках подготовки к получению сертификата типа. Оставшийся самолёт испытательной группы должен был по графику отправиться в Palmdale в мае. Было сообщено, что 3 июня 2010 года двигатель второго самолёта был повреждён тягачом во время буксировки. Был повреждён капот двигателя, но сам двигатель не пострадал. После ремонта самолёт выполнил полёты на определение параметров топливной эффективности. 14 июня 747-8 завершил начальный этап лётных испытаний на полётопригодность, после чего Федеральное управление гражданской авиации США выдало Boeing подробный сертификат типа воздушного судна.
К концу июня 2010 года три самолёта 747-8F, участвовавшие в программе лётных испытаний, налетали в общей сложности более 500 часов, были завершены испытания в условиях жаркой погоды в Аризоне. Стало ясно, что Boeing нужен четвёртый самолёт 8F для ускорения лётных испытаний. Решено было использовать второй серийный самолёт RC503 для проведения испытаний не требующих или требующих минимум дополнительного оборудования, таких, как например, сертификация на радиочастоты высокой интенсивности или водораспыление. Первый полёт четвёртого самолёта, окрашенного для поставки компании Cargolux по новой схеме окраски данной компании, был выполнен 23 июля с Paine Field в Everett на Moses Lake, с последующим возвращением в Everett.
21 августа в Victorville California, 747-8F продемонстрировал свои возможности, поднявшись в воздух с взлётным весом 455,86 т. Проектный максимальный взлётный вес — 442,253 т.
15 октября 2010 года были пройдены такие тесты как «Water Spray Test», также были представлены первые фотографии 747-8I.
3 февраля 2011 года первый полёт совершил пятый грузовой Boeing 747-8.
20 марта 2011 года свой первый полёт совершил пассажирский Boeing 747-8.
25 октября 2011 года пассажирский Boeing тестировался в условиях тропического климата в Барбадосе.
6 декабря самолёт тестировался пилотами Lufthansa.

## Технологии

Сравнение четырёх самых больших самолётов мира:
Hughes H-4 Hercules
Ан-225 «Мрия»
Airbus A380-800
Boeing 747-8 Intercontinental

747-8, развитие Boeing 747, использует более совершенные технологии и аэродинамику. Два варианта самолёта начали разрабатываться в 2005 году и к 2006 году оба они отличались от 747-400 удлинённым на 5,6 м фюзеляжем. 747-8 станет самым длинным пассажирским лайнером в мире, превзойдя предыдущего рекордсмена Airbus A340-600 на 90,5 см. При максимальной взлётной массе в 447 тонн, 747-8 является самым тяжёлым самолётом (среди как гражданских, так и военных) созданным за всю историю Соединённых Штатов.
По сравнению с 747-400, основные технические изменения заключаются в крыле, которое полностью переконструировано. Угол стреловидности и силовой набор крыла будут сохранены для снижения затрат, но крыло станет тоньше и шире, с полностью перерассчитанной аэродинамикой. Распределение давления и изгибающие моменты будут другие, планируется, что новое крыло пассажирского варианта будет вмещать 243 120 л топлива, а транспортного варианта — 230 630 л. Внешние секции закрылков должны быть однощелевые, а внутренние — двухщелевые.
На новом варианте 747 используются гребневые законцовки крыла аналогичные используемым на Boeing 777-200LR, 777-300ER и 787, они отличаются от законцовок (винглетов) 747-400. Конструкция этих законцовок позволяет уменьшить концевые вихри, уменьшая спутный след и сопротивление, и тем самым снизить расход топлива. Другой попыткой снизить вес стало также использование электродистанционной системы управления для большинства органов поперечного управления.

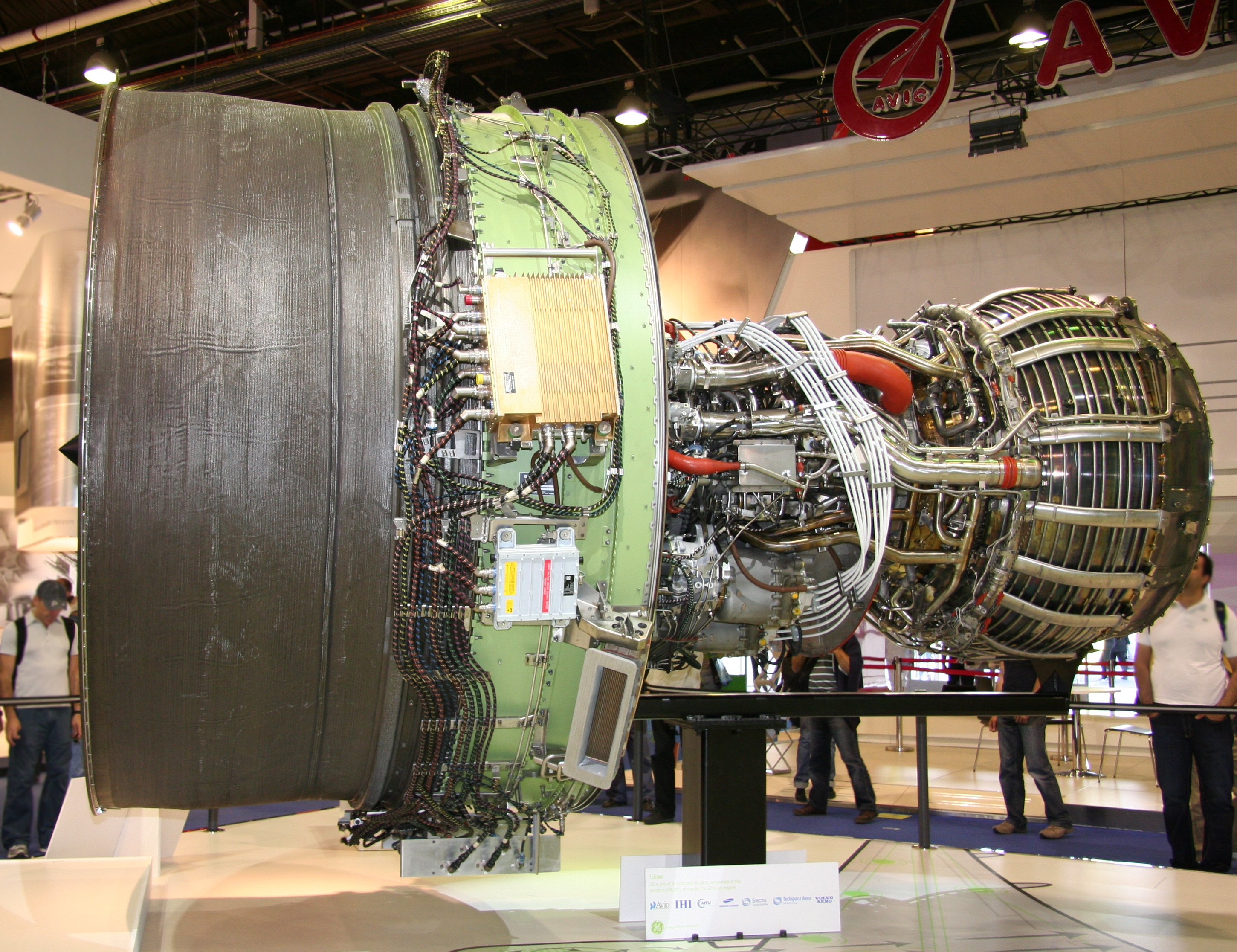
General Electric GEnx — двигатель для модели 747-8 и 787 на Парижском авиасалоне Ле Бурже в 2009 году

Увеличенный запас топлива в перепроектированном крыле, по сравнению с 747-400, позволяет избежать радикальных изменений в конструкции стабилизатора, чтобы разместить там дополнительные топливные баки — дополнительная экономия. Киль 747-8 останется прежним, высотой 19,35 м. Для снижения веса в конструкции планера 747-8 будут частично использованы углепластики. Тем не менее, структурные изменения относительно 747-400 будут по большей части эволюционные, а не революционные.
Boeing 787, будет единственным типом двигателя для 747-8. Тем не менее для 747-го двигатель будет адаптирован, чтобы обеспечить отбор воздуха для бортовых систем самолёта и отличаться уменьшенным диаметром, чтобы поместиться под крылом 747. Лётные испытания двигателя GEnx 2b установленного на самолёт Boeing 747-100 вместо левого внутреннего двигателя начались в марте 2009.
С конца 2013 года на всех экземплярах Boeing 747-8 устанавливается пакет по улучшению производительности, состоящий из трёх компонентов: оптимизированных двигателей, нового бортового компьютера и улучшенной топливной системы. По заявлениям Boeing, данное усовершенствование позволит увеличить топливную эффективность самолёта на 1,8 %.  Первый самолёт с такой модернизацией был поставлен 18 декабря 2013 года авиакомпании Cathay Pacific Cargo.

## Варианты самолёта

### 747-8 Freighter (грузовой)
Boeing 747 оказался очень популярным грузовым самолётом, осуществляющим половину всех воздушных грузовых перевозок в мире на 2007 г. В попытке сохранить эту доминирующую позицию Боинг разработал грузовой вариант 747-8, названный 747-8 Freighter или 747-8F, работы над которым начались 14 ноября 2005 года. 
747-8F станет первой модификацией, запущенной в эксплуатацию.
Как и на 747-400F верхняя палуба короче, чем на пассажирской модификации, непосредственно до и после крыла в фюзеляже сделаны вставки общей длиной 5,575 м. 
На главной палубе создано место ещё для четырёх грузовых поддонов, а на нижней палубе — ещё для двух дополнительных контейнеров и двух дополнительных поддонов, или трёх дополнительных поддонов. С максимальным взлётным весом в 447 т, его общая грузоподъёмность составит 140 т, а дальность полёта — 8130 км.
Если сравнивать с моделью 747-400ERF (грузовая версия 747-400 для больших расстояний), то у 747-8F больше грузоподъёмность, но меньшая (на 900 км) дальность полёта.
По сравнению с существующим 747-400ERF, 747-8F будет иметь большую грузоподъёмность, но несколько меньшую дальность полёта. 
Ожидается, что 747-8F по сравнению с 747-400F будет иметь на 16 % ниже стоимость тонно-километра, и несколько большую дальность.
Когда Boeing выпустил −400ERF, с максимальным взлётным весом на 16 т больше, чем 747-400F с его 397—410 т, это позволило авиаперевозчикам заправлять больше топлива, расходовать его во время полёта и производить посадку с тем же посадочным весом, что и 747-400F; это увеличило дальность полёта 747-400ERF по сравнению с 747-400F. 
Грузовые самолёты часто перевозят механизмы или грузы-моноблоки, для чего необходим самолёт с большей грузоподъёмностью и посадочным весом. Для транспортных самолётов принято указывать дальность полёта с максимальной нагрузкой, а не с максимальным запасом топлива. Увеличение максимального взлётного веса 747-8 на 29 т непосредственно определяет вес самолёта без топлива, но с грузом или его грузоподъёмность. Это привело к тому, что при полной загрузке 747-8 взлетает с не полностью заполненными топливными баками. В полётах без максимальной загрузки самолёт может взять больше топлива и увеличить дальность полёта.
Cargolux и Nippon Cargo Airlines были первыми заказчиками 747-8, разместившими заказы на грузовой вариант в ноябре 2005 года. В октябре 2006 года была окончательно утверждена фирменная конфигурация самолёта. Главная сборка самолёта началась 8 августа 2008 года, первый самолёт покинул сборочный цех Boeing в Эверетте 12 ноября 2009.

### 747-8 Intercontinental (пассажирский)
Пассажирский вариант, названный 747-8 Intercontinental (интерконтинентальный), или просто 747-8I начал строиться 8 мая 2010 года. Самолёт способен перевозить до 467 пассажиров в трёхклассовой конфигурации на расстояние более 15 000 км на скорости 0,855 М. По сравнению с 747-400, 747-8I перевозит на 51 пассажира и на 2 грузовых поддона больше, причём грузовой объём увеличился на 26 %. Несмотря на первоначальные планы сделать пассажирский вариант короче грузового, обе модификации будут одинаковой длины, что увеличит пассажировместимость и упростит модификацию 747-8I для использования в качестве грузового (т. н. конвертируемый вариант, допускающий переоборудование одного варианта в другой и обратно). Верхняя палуба 747-8I будет удлинена. Новая технология двигателя и аэродинамические модификации позволят увеличить дальность полёта. Boeing заявил что по сравнению с 747-400, 747-8I будет на 30 % тише, иметь на 16 % лучшую топливную эффективность и на 13 % меньшую стоимость пассажиро-километра при приблизительно такой же стоимости перевозки.
В 747-8 присутствуют некоторые изменения на палубах. Наиболее заметные — изогнутая лестница, соединяющая палубы, и более просторный главный вход для пассажиров. Интерьер главного салона 747-8-го аналогичен интерьеру 787. Верхние багажные полки изогнуты, их центральный ряд выглядит так, словно прикреплён к изогнутому потолку, а не интегрирован в изгиб потолка, как на Boeing 777. Иллюминаторы будут такого же размера, что и на 777, то есть на 8 % больше, чем на 747-400. 747-8 будет отличаться системой освещения на твёрдотельных светодиодах, способной создавать психологически комфортное освещение. Светодиодная система также обеспечивает большую надёжность и снижает эксплуатационные затраты.

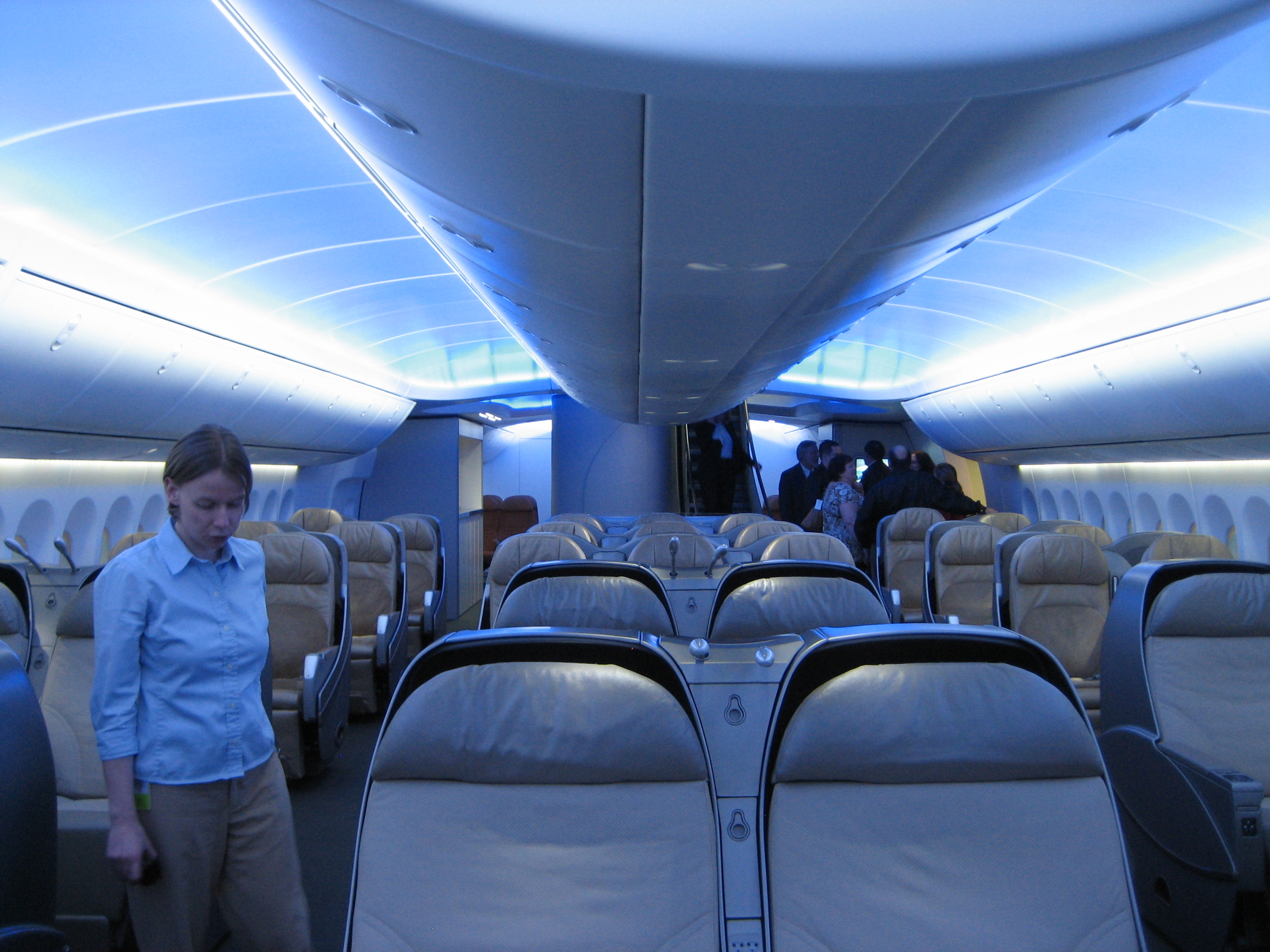
Палуба 747-8 Intercontinental

И, наконец, в самолёте предлагается перенести служебные помещения из салона на верхнюю палубу, в пространство над пассажирским салоном, использовавшееся для каналов кондиционирования воздуха и прокладки кабелей. Кабели и каналы сместятся в сторону, чтобы создать дополнительное пространство, вследствие чего, этот отсек не будет иметь окон. Высвободившееся пространство можно будет использовать для камбузов и зон отдыха экипажа, освобождая место для дополнительных пассажирских сидений на основной палубе.
В начале предварительного исследования рынка 747-8 Boeing также заявил о создании прибыльной программы «SkyLoft» пассажирских отсеков на верхней палубе. Программа будет включать небольшие отдельные каюты «SkySuits» с раздвижными дверями или шторами, комфортными кроватями, креслами и развлекательным или деловым оборудованием. Также может быть оборудован общий холл. Наряду с этим, Boeing предложил более дешёвый вариант «SkyBunks». Пройти на верхнюю палубу можно будет по отдельной лестнице в хвостовой части самолёта. Пассажиры, оплатившие «SkySuites», во время взлёта и посадки должны были размещаться в обычном экономклассе и подниматься на верхнюю палубу на время полёта. Однако, исследования ценовых перспектив обнаружили, что концепция SkyLoft с трудом себя оправдывает. В 2007 году Boeing отказался от концепции «SkyLoft» в пользу вариантов размещения на верхней палубе камбузов и складских отсеков по желанию заказчика. Оборудование спальных мест на верхней палубе осталось опцией для VIP-версий.
Первый заказ на 747-8 Intercontinental разместил анонимный VIP-клиент в мае 2006 года. Многие считают, что это глава одного из ближневосточных государств. Lufthansa стала первой авиакомпанией, заказавшей 747-8 Intercontinental 6 декабря 2006 года. В декабре 2009 года предварительный заказ на пять 747-8I сделала Korean Air. 8 мая 2010 Boeing сообщил о начале заключительного этапа сборки первого 747-8I.
В ноябре 2007 года были заявлены окончательные технические характеристики. 8 мая 2010 года корпорация начала сборку первого 747-8I. Окончательная сборка планера была завершена 15 октября 2010 года, немного ранее производственного плана, и предполагалось выполнение первого полёта в течение семи месяцев. Два 747-8I будут принимать участие в лётных испытаниях, это самолёты для VIP клиента и для Lufthansa. Сборка первого 747-8I была завершена в феврале 2011 года. 13 февраля 2011 года в Эверетте, Вашингтон состоялась торжественная церемония его официальной выкатки. Поставки начнутся в 2012 году.
7 марта 2011 года авиакомпания Air China заказала пять экземпляров Boeing 747-8I . Первый полёт пассажирский 747-8 совершил 20 марта 2011 года.
8 ноября 2011 ныне закрытая российская авиакомпания Трансаэро заказала четыре пассажирских 747-8, которые она рассчитывала получить в течение пяти лет. Заказ был отменен в связи с банкротством авиакомпании.
14 декабря Федеральное управление гражданской авиации США сертифицировало 747-8I.
28 февраля 2012 года первый пассажирский 747-8 был отправлен в распоряжение правительства Катара
Первый коммерческий пассажирский самолёт 747-8I был поставлен немецкой авиакомпании Lufthansa 25 апреля 2012. Самолёт начал выполнять регулярные рейсы с 1 июня 2012.

### Президентский 747-8
На данный момент военно-воздушные силы США ищут замену самолётам Boeing VC-25, известным как Air Force One (двум значительно модифицированным Boeing 747-200B). В декабре 2014 года было объявлено, что VC-25 будут заменены на три Boeing 747-8. 11 августа 2010 года правительство Южной Кореи сообщило, что оно рассматривает возможность приобретения 747-8 в качестве президентского самолёта.

## Эксплуатанты
В январе 2017 года 110 Boeing 747-8 находилось в эксплуатации у следующих авиакомпаний:
- Abu Dhabi Amiri Flight[англ.] (1)
- AirBridgeCargo (13)
- Air China (7)
- Atlas Air (4)
- CargoLogicAir[англ.] (1)
- Cargolux (14)
- Cathay Pacific Cargo (14)
- Korean Air (7)
- Korean Air Cargo (7)
- Lufthansa (19)
- Nippon Cargo Airlines (8)
- Panalpina[англ.] (1)
- Polar Air Cargo (5)
- Qatar Amiri Flight[англ.] (2)
- Saudia Cargo (2)
- Silk Way West Airlines (5)
- Worldwide Aircraft Holding Company (1)
- Руководство Брунея (1)
- Руководство Кувейта (1)

### Все заказы на Boeing 747-8
| Дата первоначального заказа | Государство | Авиакомпания           | Тип    | Тип    | Всего |
| Дата первоначального заказа | Государство | Авиакомпания           | 747-8I | 747-8F | Всего |
| --------------------------- | ----------- | ---------------------- | ------ | ------ | ----- |
| 15 ноября 2005              |             | Cargolux Airlines      |        | 14     | 14    |
| 15 ноября 2005              |             | Nippon Cargo Airlines  |        | 10     | 10    |
| 30 мая 2006                 |             | Boeing Business Jet    | 8      |        | 8     |
| 11 сентября 2006            |             | Atlas Air              |        | 10     | 10    |
| 30 ноября 2006              |             | Волга-Днепр            |        | 5      | 5     |
| 6 декабря 2006              |             | Lufthansa              | 19     |        | 19    |
| 28 декабря 2006             |             | Korean Air             | 10     | 7      | 17    |
| 8 ноября 2007               |             | Cathay Pacific Airways |        | 14     | 14    |
| 7 марта 2011                |             | Air China              | 7      |        | 7     |
| 15 июня 2011                |             | Arik Air               | 2      |        | 2     |
| 27 ноября 2012              |             | Saudia Cargo           |        | 2      | 2     |
| 9 июля 2013                 |             | Silk Way Airlines      |        | 5      | 5     |
| 27 декабря 2013             |             | Трансаэро              | 4      |        | 4     |
| 10 октября 2014             |             | Air Bridge Cargo       |        | 7      | 7     |
| 27 октября 2016             |             | UPS Airlines           |        | 14     | 14    |
| Всего заказано              |             |                        | 50     | 88     | 138   |

### Распределение заказов по годам
| Год           | 2005 | 2006 | 2007 | 2008 | 2009 | 2010 | 2011 | 2012 | 2013 | 2014 | 2015 | 2016 | 2017 | 2018 | Всего |
| ------------- | ---- | ---- | ---- | ---- | ---- | ---- | ---- | ---- | ---- | ---- | ---- | ---- | ---- | ---- | ----- |
| Число заказов | 18   | 41   | 20   | 2    | 5    | 1    | 5    | 7    | 17   | 2    | 2    | 18   | -2   | 18   | 154   |

### Отмена и перенос заказов
24 апреля 2009 года был отменён один из VIP заказов.
Изначально Guggenheim Aviation Partners заказывали 4 грузовых 747-8, но 8 января 2010 года отказались от двух самолётов, затем 7 января 2011 года окончательно отказались от 747-8, причина — неоднократный перенос сроков поставки самолётов.
В сентябре 2011 года сразу две грузовые авиакомпании отменили или перенесли заказы на первые экземпляры Boeing 747-8. Американская авиакомпания Atlas Air уменьшила свой заказ с 12 до 9 грузовых самолётов, отказавшись таким образом от первых трёх экземпляров. Авиакомпания Cargolux перенесла исполнение двух своих заказов на более поздний срок.
Обе авиакомпании мотивировали своё решение тем, что первые экземпляры, которые будут выпущены в конце 2011 года, будут иметь больший собственный вес и меньшую грузоподъёмность. Не исключено также, что причиной переноса сроков поставки самолётов Cargolux стали обнаруженные трещины в передних лонжеронах.
Кроме того, одной из причин такого решения Cargolux может быть недавняя продажа большого пакета акций авиакомпании Qatar Airways и смена руководства компании — генеральным директором назначен Акбар Аль-Бакер, который уже неоднократно критиковал Boeing за срыв поставок самолётов Boeing 787, которые заказала Qatar Airways. Традиционно основой авиапарка Qatar Airways являются самолёты Airbus.
3 ноября 2011 Dubai Aerospace Enterprise заменили заказ 5 самолётов 747-8 на грузовой Boeing 777 из-за падения рынка грузовых самолётов.

## Оценки
Грузовой вариант 747-8 привлёк немалое количество заказов от нескольких грузовых авиакомпаний. Преимущество самолёта во взаимозаменяемости большинства его деталей с 747-400F и аналогичном обучении. Кроме того, несмотря на свой возраст, Boeing 747 имеет давнюю и успешную карьеру грузового самолёта, будучи самым большим массовым грузовым самолётом (грузовой A380 так и не был создан).
По сравнению с грузовым вариантом, пассажирский вариант 747-8 выглядит не так успешно, он собрал сравнительно мало заказов. Некоторые авиакомпании, в частности Emirates и British Airways, рассматривали возможность заказа 747-8 Intercontinental, но вместо этого решили приобрести Airbus A380. Помимо этого, ещё есть заказы на 9 VIP-вариантов 747-8I от различных покупателей, среди которых правительства стран персидского залива.

## В культуре
SkyFleet S570 — Boeing 747-8
Ранее считалось, что «747-8» исполнил роль лайнера SkyFleet S570 в фильме Казино «Рояль». Тот самый супер-современный лайнер, который хотели взорвать террористы, а спас его Джеймс Бонд. Правда в фильме самолёт немного изменили. А именно, передвинули внешние двигатели, совместили их с внутренними и повесили дополнительные топливные баки.

На самом деле, в момент съёмок фильма ни одного экземпляра «747-8» ещё не существовало. А роль лайнера SkyFleet S570 выполнил замаскированный Boeing 747-236B, (s/n 21831/440) 1980 года постройки, летавший до 2002 года в British Airways (Reg G-BDXJ). С 25 мая 2005 года он находится в аэропорту Дансфолд (код EGTD) в Англии. На рулёжках именно этого аэропорта находится трасса телепроекта Top Gear. Этот же самолёт буксировал «Фольксваген Туарег» в телепередаче Fifth Gear. Нос самолёта вернули в исходное состояние, но бутафорские двигатели остались до сих пор.

## Характеристики
| Характеристики                            | 747-8I                        | 747-8F             |
| ----------------------------------------- | ----------------------------- | ------------------ |
| Экипаж                                    | 2 пилота                      | 2 пилота           |
| Вместимость                               | 410 (3 класса) 581 (2 класса) |                    |
| Длина                                     | 76,3 м                        | 76,3 м             |
| Размах крыла                              | 68,4 м                        | 68,4 м             |
| Высота                                    | 19,4 м                        | 19,4 м             |
| Ширина кабины                             | 6,1 м                         | 6,1 м              |
| Масса пустого самолёта                    | 213,2 т                       | 191,1 т            |
| Максимальная взлётная масса               | 447,7 т                       | 447,7 т            |
| Максимальная масса груза                  | 76,1 т                        | 132,6 т            |
| Крейсерская скорость                      | 0,855 M (914 км/ч)            | 0,845 M (903 км/ч) |
| Максимальная скорость                     | 988 км/ч                      | 988 км/ч           |
| Дальность полёта с максимальной нагрузкой | 14 310 км                     | 8 288 км           |
| Практический потолок                      | 13 000 м                      | 13 000 м           |
| Максимальное количество топлива           | 193,3 т                       | 181,5 т            |
| Силовая установка                         | GEnx-2B67                     | GEnx-2B67          |

- Страница продукта на официальном сайте Boeing

## Похожие самолёты
- Airbus A380
- Ан-124 «Руслан»